# Halálos küzdelem (Mortal Kombat)
A Halálos küzdelem (Mortal Kombat) című regényt Jeff Rovin írta, a népszerű azonos nevű játéktermi játékautomata és számítógépes verekedős játék nyomán. Magyarra fordította Győr Mariann, kiadta a Haal kiadó Budapesten 1996-ban. Felelős kiadója Aradi Lajos volt, a tipográfiáért Szlávik András felelt, a nyomdai munkálatokat az Ari Print végezte
A könyv hiányosságokat hagy maga után – főleg a második harmadától kezdve pongyola, tele van feltűnően magyartalan mondatokkal.[forrás?] Az elején ezzel szemben kellemesen archaizáló nyelvezetben olvashatjuk a Mortal Kombat misztikus teremtéstörténetét, Shang varázsló párbeszédét a démonok urával és az első harcos monológjait.

## A novella
A Mortal Kombat videójátékban szereplő karaktereken kívül a legtöbb isten, sárkány, hős, alkimista, nyomorék és népies karakterek, amelyek ebben a novellában megjelennek, Kína gazdag mitológiájából származnak. A szerző saját bevallása szerint írásához főként a Ian Morrison féle Nagy civilizációk, Kína és a csodálatos Alkímia, Orvosság és Vallás Kínában Kr. u. 320-ban, amit James R. Ware adaptált angol nyelvre.

## Rövid történet
A kezdet kezdetén a titokzatos Pan Ku az akaratából megteremtette önmagát, majd eltelhetett egy pillanat vagy mérhetetlenül hosszú idő, de a isten felnőtt, megöregedett és meghalt. Az isten halálával a testének részei megelevenedtek. Bal szeméből lett a Nap, jobb szeméből a Hold, a szíve újra elkezdett dobogni, húsából lett a föld, ereiből a folyók. A lelke megteremtette a hatkezű, négylábú istent: Tient, aki egyszerűen kigondolva őket megteremtette a többi istent, akik szörnyeket, majd embereket alkottak. Az emberek szentnek nyilvánították az Ifukube hegyet Kína délkeleti részében, Guangong tartományban. Tien nem volt mérges, hogy tartózkodási helyét felfedezték, mert kíváncsi lényeknek teremtették a embereket. Vallása és tisztelete századokon át nőtt. Lassan elkezdték azt hinni, hogy szívének kamrái aurákat sugároznak különböző színekben.
- A kék a mi világunkba vezetett.
- A fehér Tien birodalmára nyílt.
- A fekete volt a halottak lakóhelyéhez vezető út.
- A vörös a Másik Világ felé, a démonok birodalmába.

### Kung Lao
Krisztus után 480-ban, egy kis falu vízhordó legénye elindul, hogy megkeresse az isteneket. Az apja annak idején gyakran merengett a dolgok okozatán és nem volt megelégelve a válaszokkal. Az idősebb Lao sokszor beszélgetett egy koldussal, akinek a fiú sosem látta az arcát. A fiatalt egy különleges vers késztette, hogy útra keljen ami egy fehér vászondarabra volt írva; a sorokat azonban rajta kívül senki nem látta az anyagon.
Az utazásának negyedik napjának éjszakáján vihar tört ki , és a szakadó esőben találkozott a koldussal, aki felfedte előtte, hogy ő maga valójában Raiden, a vihar istene. Az isten magával ragadta Laót és a templomába vitte.

### Shang Tsung
Egy Shang nevű varázsló évek hosszú kutatómunkájával szintén az istenség lényegét tanulmányozta. Valaha adószedő volt, de megölt egy másik embert, hogy felvehesse a nevét és elhagyhassa a kötelességeit és aztán csak a mágiára koncentrált. A mindig köddel borított szigeten levő templomban végül sikerült megnyitnia egy átjárót ami a Másik Világba nyílt, ahol Shao Kahn démonkirály uralkodott.
Shao Kahn feladatot adott a varázslónak, hogy tartsa fenn az átjárót és szélesítse ki. Ehhez nagy harcosok lelkeit kellett feláldozni a szigeten. Ha nem sikerül, akkor, hogy a kapu ne záródjon be, a saját lelkének egy darabját kell időről időre érte adnia.
Az időnek nincs számomra értéke, és türelmes leszek veled… de nem örökre. Csak amíg ez a halandó formád meg nem hal, addig kell sikerrel járnod.
Ezért Shang Tsung  úgy döntött hatalmas lovagi tornát rendez a szigeten, emberöltőnként (30 év) egyet. A győztes egy emberöltőig nem öregszik. Azonban ha veszít a lelke a kaput szolgálja. Ez volt a Halálos Küzdelem, a Mortal Kombat.

### A Mortal Kombat
Raiden a saját bajnokuknak képezte ki Kung Laót, a Fény Rendjének segítségével. A Rend főpapja átadott a fiúnak egy amulettet, amit Raiden ereje formált. Ez egy sima bőrszíjon függő fehér kör volt, ami egy állandóan változó arany keretbe volt foglalva.
Kung Lao sorozatban győzött a tornákon 13 éven keresztül, és Shang Tsung kénytelen volt újra és újra önmagából feláldozni egy darabot. A varázsló egyre öregebb és gyengébb lett. Majd egyik évben úgy döntött, ez alkalommal mást hagy harcolni maga helyett megalázkodva segítségért könyörgött a démonok urához, aki átküldte hozzá egy harcosát.
Nagyon kevés maradt meg a lelkedből és én gyűlölném birtokolni a maradékot is.

### Goro
Abban az évben Rayden villámok formájában meglátogatta Kung Laót és közölte vele, hogy Tiennek egy képmása fog megjelenni és nem barátként. Lao nem akarta, hogyha netán vesztene, akkor az amulettje méltatlan kezekbe kerüljön és elrejtette. Végigküzdötte ez alkalommal is az egyre erőszakosabb meccseket, míg újra szemben állhatott az ősz hajú, fénytelen szemű mágussal.
Úgy döntöttem- mondta Thang Tsung-, hogy kihagyok egy évet. Nem vagyok már fiatal, Kung Lao, és úgy éreztem, jobb, ha ebben az évben valaki mást hagyok, hogy harcoljon helyettem. (…)
-Kung Lao, szeretném bemutatni neked a bajnokomat, Borbak király és Mai királynő fiát, Kuatan hercegét és Shokan Királysága Hadseregének legfőbb urát. (…)
Azonban - mondta Shang Tsung - ha ezek után meg tudsz szólalni, nyugodtan hívhatod őt a nevén, amely: Goro.
A herceg bronzbőrű, több méter magas négykarú óriás volt, aki legyőzte Laót és kitépte a szívét.

### Az amulett
Az évenkénti megrendezés helyett a Mortal Kombatot már generációnként csak egyszer tartották meg a Másik Világbeli időszámítás szerint. 1500 év telt el, Goro legyőzhetetlen volt, sem ő sem a házigazda nem öregedett egy percet sem.
A kis falut, ahol valaha Kung Lao élt, bérelt gazfickók támadják meg akik a Fény Rendjét keresik, hogy felkutassák az amulettet és elvigyék Goro herceghez. A vezetőjük a félszemű gyilkos: Kano, aki bandájával túszul ejti a néhai Laó bátyjának egyik leszármazottját, a falu megbecsült papját. A gazfickóknak kevesen próbálják az útját állni. 
- Köztük van Sonya Blade, egy különleges ügynök, aki sikeresen beépült Kano bandájába és orvul megölt jegyesét akarja a banditán megbosszulni.
- A harcművész Liu Kang, valaha szintén a faluban élt. Gyermekként a templom mögött néha találkozott egy különleges koldussal, aki tréningezte. Felnőve beállt a Fehér Lótusz társasághoz, hogy jobbá tegye a világot.
- Tsui Park, egy fiatal művész, akinek az apját kegyetlenül megölték a családja szeme láttára. A hullát bedobták egy csatornába, amivel meggyalázták a félisten Yu vizeit. Yu ezért átadta az apa lelkének ereje egy részét, aki így visszatérhetett, hogy fia testébe lépve együtt bosszút álljanak a gyilkosokon. Tsui a Skorpió nevet vette fel és képes keresztülutazni a fekete átjárón, a Holtak birodalmán.

Ellenfeleik közé tartozik Shang szövetségese, a titokzatos és kegyetlen nindzsa: Sub-Zero, valamint Kano bandája a Fekete Sárkány Társasága és a savat köpő Reptile- Goro egyik tisztje a Másik Világból. Ezen felül szembe kell nézniük  Shang mágikus hadseregével is.

## Érdekességek
- A novellában nem lehetünk tanúi a modern korban lefolytatott szabályos Mortal Kombat-nek. Csak a régi párbajokat követhetjük figyelemmel, amiben még az első Kung Lao harcolt, valamint azt, amiben vesztett és meghalt.
- A novella végén bár az átjáró bezárul, de nincs valódi megoldás, csak elnapolják a végső összecsapást, mindenki, aki még él eltávozik.
- Liu Kang kihívja Shang varázslót a következő Mortal Kombat-re.

## A könyv ISBN száma
ISBN 963-85130-8-X